# Wouter Decock
Wouter Decock (Oostende, 23 september 1983) is een Belgische ultraloper. Hij behoort tot de wereldtop in het ultralopen. In 2014 behaalde hij tijdens het Ultraweekend Maasmechelen zijn eerste Belgische titel op de 100 km. Hij nam ook deel aan het Europees kampioenschap 100 km in 2013 en 2015 en aan de wereldkampioenschappen 100 km in 2014, 2015, 2016, 2018 en 2022.

## Biografie
Wouter Decock begon relatief laat met zijn loopcarrière. Pas op 22-jarige leeftijd zette hij zijn eerste stappen in het loopcircuit. Zijn eerste overwinning in het ultralopen behaalde hij in 2012, op de 50 km van Run Winschoten.
Sinds 2013 wordt hij getraind door Jan Vandendriessche, meervoudig Belgisch kampioen op de 100 km. Zijn nauwgezette trainingsaanpak leverde resultaten op, met onder andere de winst op de sterk bezette Internationale 6-uursloop van Stein in 2014 met een afstand van 85,867 km. Op de 50 km Portumna Forest marathon in Ierland kwalificeerde hij zich voor de IAU 50K World Trophy Final in de Qatarese hoofdstad Doha, waar hij achtste werd. In datzelfde jaar werd hij Belgisch kampioen op de 100 km en eindigde hij als 35ste en beste Belg op het WK 100 km in Doha. Nog in 2014 won hij in Ieper de Wings For Life World Run en behaalde hij daarbij met een afstand van 65,11 km de zevende plaats wereldwijd.
In 2015 werd hij vijfde op het WK 100 km in Winschoten met een persoonlijke besttijd van 6:41.27. Dit resulteerde tevens in een verlenging van de Belgische titel, aangezien er voor het BK dat jaar geen Belgische organisator gevonden werd. Deze persoonlijke besttijd op de 100 km verbeterde hij op het Belgisch kampioenschap in Steenwerck op 5 mei 2016, waar hij met een tijd van 6:33.52 de Belgische titel opnieuw op zijn naam schreef en tevens het parcoursrecord vestigde. Dit was tevens de op drie na beste wereldjaarprestatie en de beste Europese prestatie in 2016.
In november 2017 liep hij een persoonlijk record van 2:59.06 op de 50 km van Bottrop en in april 2019 won hij de Zestig van Texel in 3:55.39. Met deze tijd verbeterde hij tevens het parcoursrecord. 
Hij behaalde in totaal zeven Belgische titels op de 100 km.

## Belgische titels
| Onderdeel | Jaar                                     |
| --------- | ---------------------------------------- |
| 100 km    | 2014, 2015, 2016, 2017, 2019, 2021, 2023 |

## Persoonlijke records
| Onderdeel | Prestatie | Datum           | Plaats     |
| --------- | --------- | --------------- | ---------- |
| marathon  | 2:31.22   | 17 juni 2016    | Torhout    |
| 50 km     | 2:59.06   | 5 november 2017 | Bottrop    |
| 100 km    | 6:33.52   | 5 mei 2016      | Steenwerck |
| 6 uur     | 85,867 km | 9 maart 2014    | Stein      |

## Deelnames Major IAU Championships
| Jaartal | Onderdeel                  | Plaats              | Prestatie | Plaats            |
| ------- | -------------------------- | ------------------- | --------- | ----------------- |
| 2013    | 100 km (EK)                | 34                  | 7:48.06   | Belves            |
| 2014    | 50 km (World Trophy Final) | 8                   | 3:22.01   | Doha              |
| 2014    | 100 km (WK)                | 35                  | 7:32.55   | Doha              |
| 2015    | 100 km (WK, EK, BK)        | 5e WK, 5e EK, 1e BK | 6:41.27   | Winschoten        |
| 2016    | 100 km (WK)                |                     | DNF       | Los Alcázares     |
| 2018    | 100 km (WK)                | 11                  | 6:49.39   | Grkaveščak        |
| 2022    | 100 km (WK)                | 20                  | 6:46.51   | Bernau bei Berlin |

## Palmares

### 50 km
- 2012:  50 km van Winschoten - 3:38.48
- 2012:  50 km van Bottrop - 3:18.40
- 2014:  50 km Portumna Forest marathon (IAU World Trophy qualifying race) - 3:14.40
- 2014:  Asolo 50 km - 4:41.06
- 2015:  50 km van Bottrop - 3:01.14
- 2016:  La Clédéroise 50 km - 3:15.35
- 2017:  Eemmeerloop 50 km - 3:10.02
- 2017:  Ultramaratona del Gran Sasso d'Italia 50 km - 3:21.00
- 2017:  50 km van Bottrop - 2:59.06
- 2019:  Self Transcendence 50 km Amsterdam - 3:19.19
- 2021:  50 km van Bottrop - 3:13.15
- 2022:  Regattabahn50 - 3:08.53

### 100 km
- 2013: 6e Nacht van Vlaanderen Torhout (BK) - 7:33.48
- 2013:  100 km de la Somme - 7:24.05
- 2014:  100 km Maasmechelen (BK) - 6:54.42
- 2015:  RUN Winschoten 100 km (BK) - 6:41.27
- 2016:  100 km van Steenwerck (BK) - 6:33.52
- 2017:  Pinksterlopen Aalter 100 km (BK) - 6:48.24
- 2017:  RUN Winschoten 100 km - 6:46.12
- 2019:  Pinksterlopen Zwevezele 100 km (BK) - 6:49.06
- 2021:  100 km Torhout (BK) - 7:06.49
- 2022:  100 km de la Somme - 6:37.20
- 2023:  Ultrarun Veldegem 100 km (BK) - 7:12.36

### 6 uur
- 2012:  6 uur van Aalter - 79,755 km
- 2012:  6 uur van Amsterdam - 80,325 km
- 2014:  6 uur van Stein - 85,867 km

### Andere
- 2015:  62 km Ultraloop Gilze - 4:22.01
- 2015:  60 km Rondje Voorne - 4:15.04
- 2015:  70 km Kronion Perasma ultramarathon - 4:59.35
- 2016:  Strasimeno 58 km - 3:36.35
- 2016:  Night52 - 3:32.19
- 2016: 5e Ultravasan 90 - 6:23.23
- 2017:  Liverpool to Manchester 50 miles - 5:44.05
- 2018:  Voorne's Duin Trail 44 km - 3:20.21
- 2019:  Zestig van Texel - 3:55.39
- 2019:  52 km Ultra Rursee Marathon - 3:45.54